# Вілла-ді-Серіо
Вілла-ді-Серіо (італ. Villa di Serio) — муніципалітет в Італії, у регіоні Ломбардія, провінція Бергамо.
Вілла-ді-Серіо розташована на відстані близько 480 км на північний захід від Рима, 55 км на північний схід від Мілана, 6 км на північний схід від Бергамо.
Населення — 6632 особи (2014).

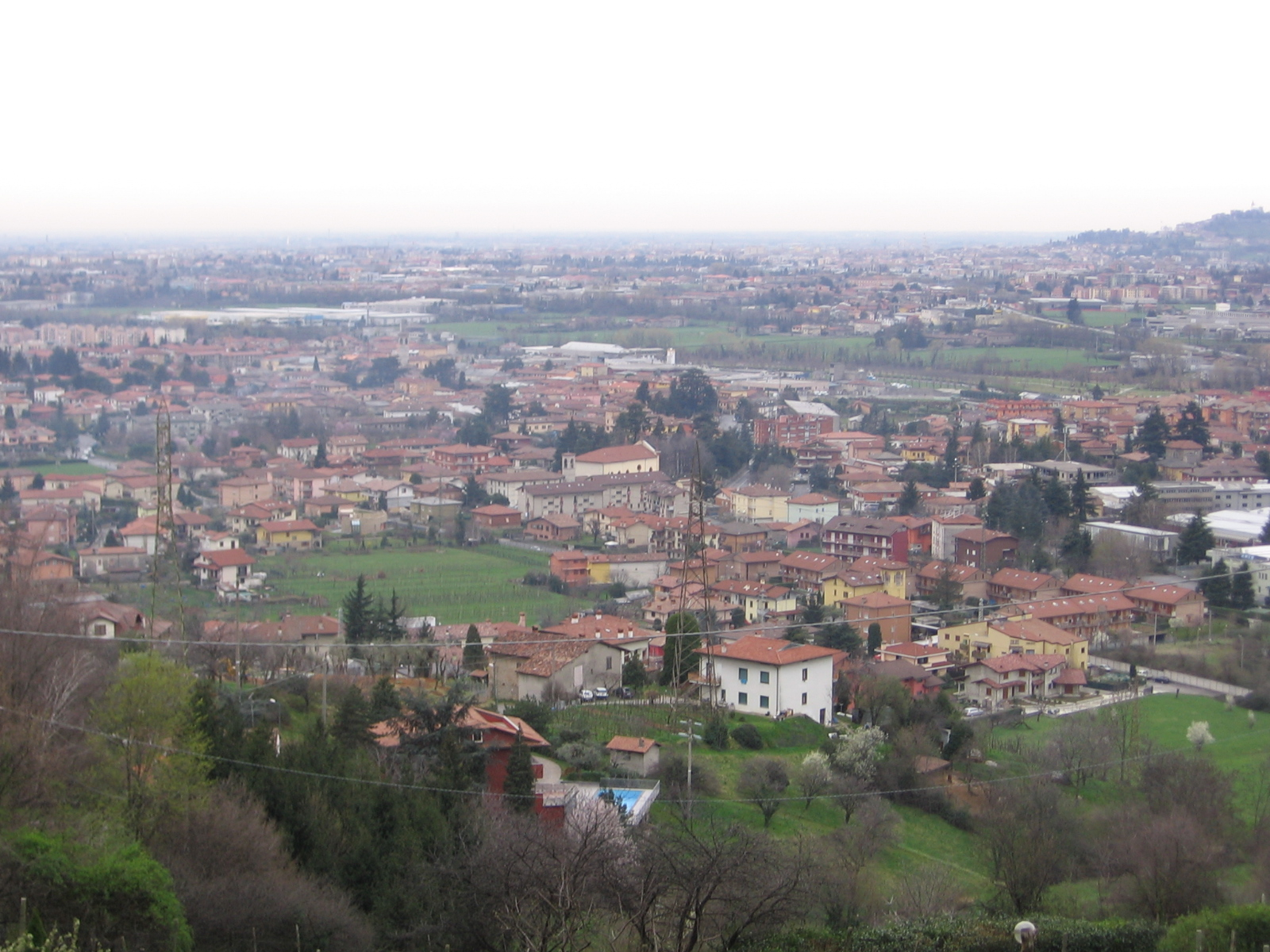

Щорічний фестиваль відбувається 26 грудня. Покровитель — святий Степан.

## Демографія
Населення за роками:

Станом на 1 січня 2023 року в муніципалітеті офіційно проживав 341 іноземець з 45 країн, серед них 55 громадян країн Євросоюзу та 25 громадян України.

## Сусідні муніципалітети
- Альцано-Ломбардо
- Нембро
- Раніка
- Сканцорошіате